# Havlíčkova Borová
Havlíčkova Borová (dříve jen Borová, německy Borau) je městys na Vysočině, mezi městy Chotěboř a Přibyslav. Žije zde 976 obyvatel. V obci se nachází Památník Karla Havlíčka Borovského, který se tu v roce 1821 narodil. Je tu také jeho pomník na náměstí, základní a mateřská škola a kostel, o kterém je zmínka i v Havlíčkových Tyrolských elegiích. Natáčel se zde v roce 1966 film Noc nevěsty (režie Karel Kachyňa, scénář Jan Procházka), který pojednává o kolektivizaci vesnice v padesátých letech. Historické jádro městyse je městskou památkovou zónou. Severozápadním okrajem Havlíčkovy Borové protéká Borovský potok, který je pravostranným přítokem řeky Sázavy.

## Historie
První písemná zmínka o vsi pochází z roku 1289 pod názvem Rudná Borová. Obec dostala název Borová podle zdejších typických borových lesů. Slovo Roudná pochází od rudy (do konce 16. století se zde těžila a zpracovávala železná ruda). Své současné jméno získala v roce 1949 na počest Karla Havlíčka Borovského.
V době husitských válek byla součástí přibyslavského panství. Do poloviny 17. století byla Borová majetkem rodu Žejdliců ze Šenfeldu. Pak jim byl majetek zkonfiskován, protože Rudolf Žejdlic ze Šenfeldu se zúčastnil stavovského povstání. Majetek získal rod Dietrichsteinů. V Borové došlo k potlačování českého jazyka a nekatolického obyvatelstva. V roce 1744 udělila Marie Terezie trhové právo, které trvalo do poloviny 20. století. Kolem roku 1770 byl postaven v Borové pivovar.
V roce 1676 byla postavena jednotřídní škola za vlády Ferdinanda z Dietrichsteina, která v roce 1887 shořela. V roce 1888 byla postavena nová. V roce 1870 byla zřízena pošta. Na základě rozsáhlých požárů roku 1888 byl založen hasičský sbor. V roce 1903 byla založena spořitelna, která je od 80. let 20. století součástí pošty. První světová válka překazila výstavbu železnice, která nikdy nebyla uskutečněna. V roce 1926 byla zavedena elektřina. V roce 1921 vznikl Sokol a základní kámen sokolovny byl položen v roce 1932. V roce 1950 bylo založeno jednotné zemědělské družstvo. Havlíčkova Borová se věnovala a stále věnuje tradičním zemědělským plodinám (brambory, obiloviny, řepka a len). Do poloviny 20. století zde lze ještě najít pivovar, mlýn, vinopalnu, olejnu, špýchar, mlékárnu a rozvíjející textilní průmysl. V 21. století značně figuruje zemědělství, což zůstalo už od minulosti, veškerá další dřívější odvětví v Borové úplně zanikla.
Obec Havlíčková Borová v roce 1998 obdržela ocenění v soutěži Vesnice Vysočiny, konkrétně získala Modrou stuhu za společenský život. Obec Havlíčkova Borová v roce 2005 obdržela ocenění v soutěži Vesnice Vysočiny, konkrétně získala ocenění modrý diplom, tj. diplom za vzorné vedení obecní knihovny+bílá stuha, tj. ocenění za činnost mládeže. Od 10. října 2006 byl obci vrácen status městyse. V letech 1992-2010 působil jako starosta Roman Brukner, od roku 2010-2014 tuto funkci zastával Otto Hájek.
V roce 2018 získala obec ocenění v soutěži Vesnice Vysočiny 2018, konkrétně obdržela Oranžovou stuhu za spolupráci obce a zemědělského subjektu.

## Obyvatelstvo
| Rok            | 1869  | 1880  | 1890  | 1900  | 1910  | 1921  | 1930  | 1950  | 1961  | 1970  | 1980 | 1991 | 2001 | 2006 | 2014 | 2020 |
| -------------- | ----- | ----- | ----- | ----- | ----- | ----- | ----- | ----- | ----- | ----- | ---- | ---- | ---- | ---- | ---- | ---- |
| Počet obyvatel | 2 097 | 2 212 | 2 130 | 2 097 | 2 058 | 1 867 | 1 718 | 1 372 | 1 315 | 1 162 | 996  | 942  | 924  | 949  | 985  | 972  |

## Části městyse
- Havlíčkova Borová
- Peršíkov
- Železné Horky

## Školství
- Základní škola a Mateřská škola Havlíčkova Borová

## Pamětihodnosti
- Kostel svatého Víta
- Žulová boží muka z roku 1765
- Kaplička svatého Jana Nepomuckého postavená po roce 1729, kdy se rozmohlo uctívání svatého Jana Nepomuckého.
- Rodný dům Karla Havlíčka Borovského prohlášený roku 1978 národní kulturní památkou.
- Severovýchodně od vesnice leží přírodní rezervace Ranská jezírka. Do katastrálního území zasahuje také malá část národní přírodní rezervace Ransko.

## Osobnosti
- Karel Havlíček Borovský (1821–1856), novinář a politik
- Filip Dobrovolný (1880–1930), novinář a politik
- Viktor Dobrovolný (1909–1987), sochař a malíř, syn Filipa Dobrovolného
- Karel Janáček (1915–?), odbojář
- Jaroslava Janáčková (* 1930), literární historička
- Josef Stránský (1914–1944), letec RAF
- Václav Zelený (1825–1875), pedagog, novinář a politik
- Leopold Ferber (1838–1912), malíř, profesor kreslení
- Gustav Adolf Říčan (1867-1939), evangelický kněz a botanik amatér.

## Fotografie

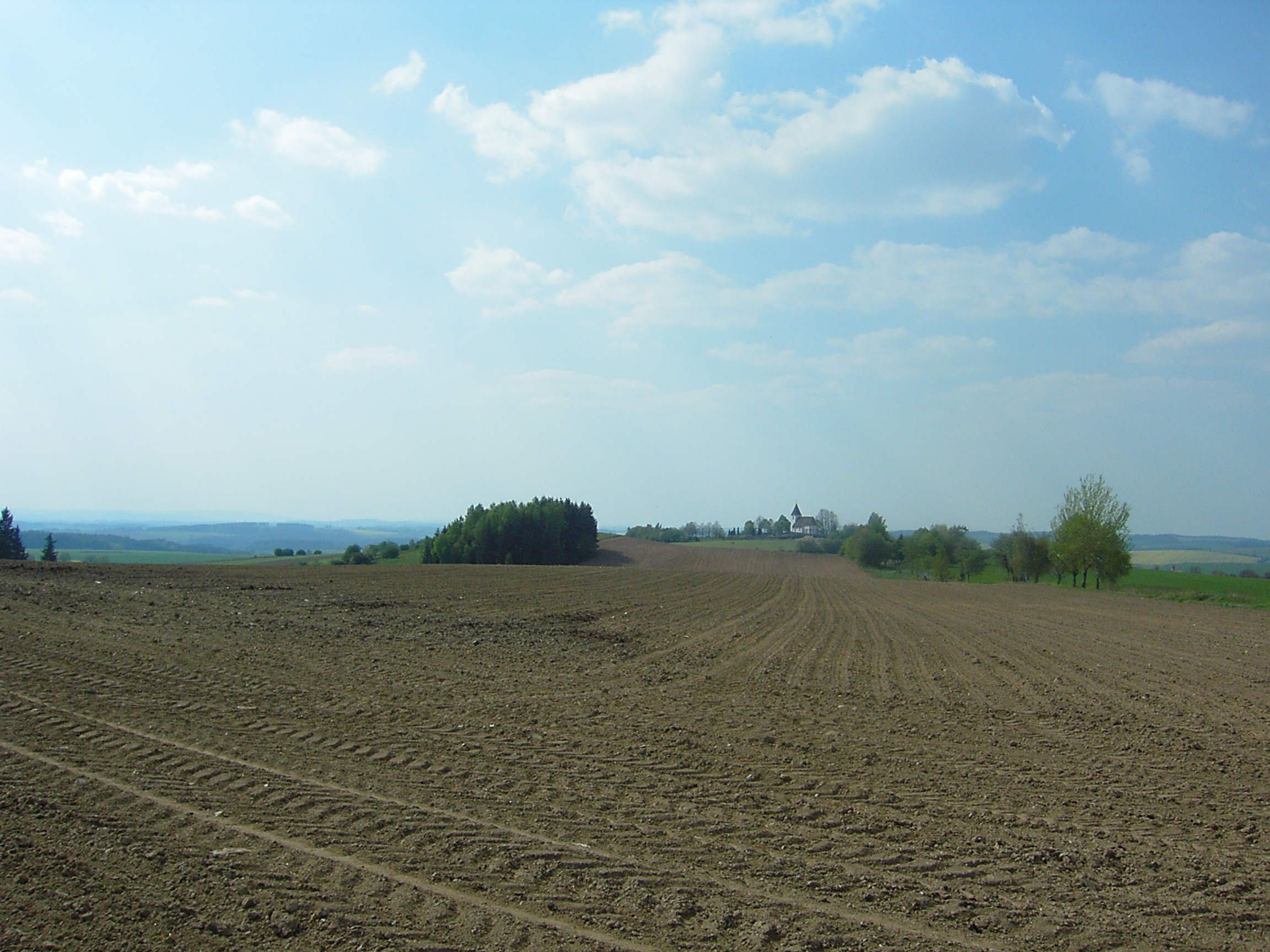
Pohled na Borovou
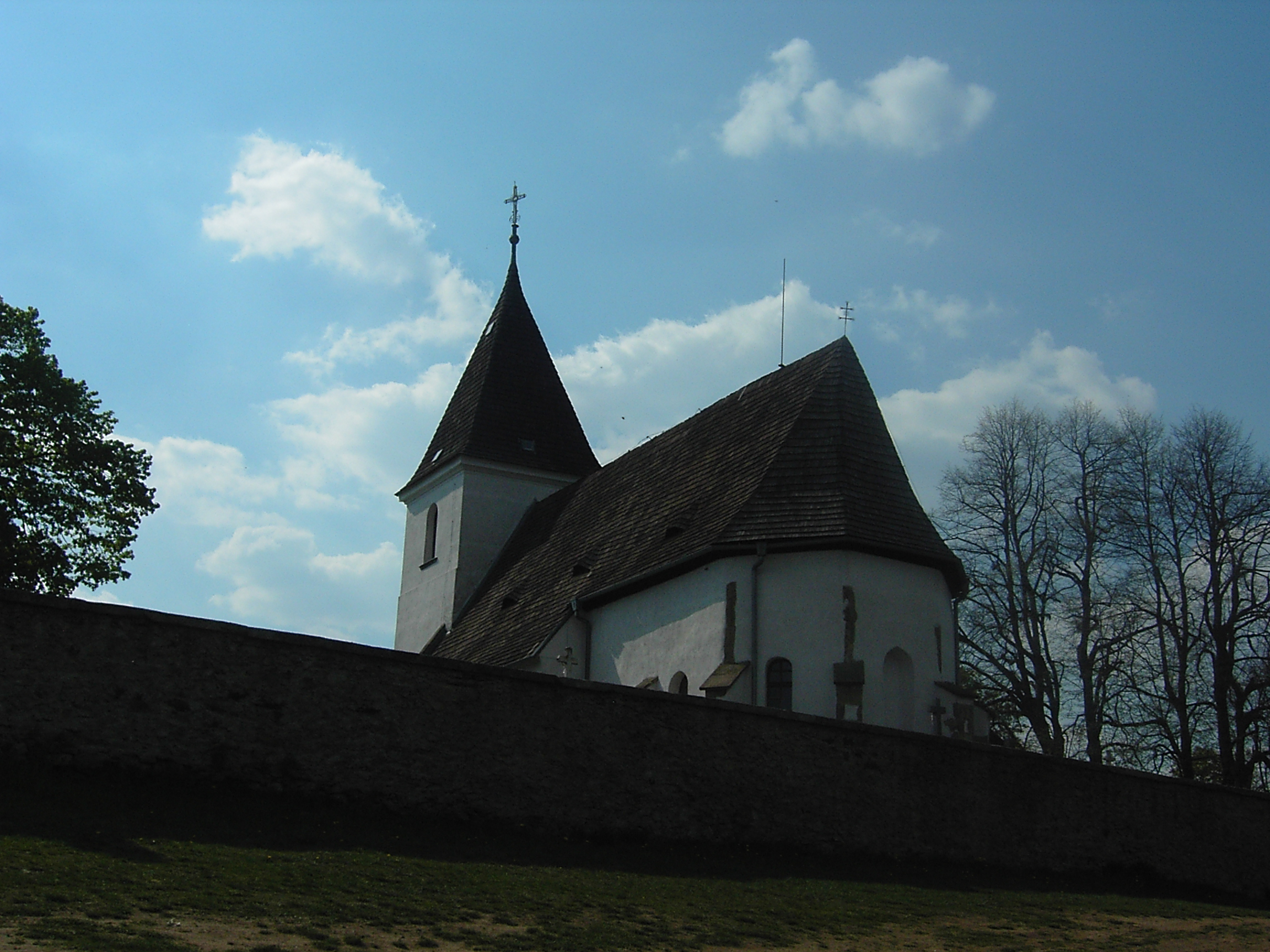
Kostel
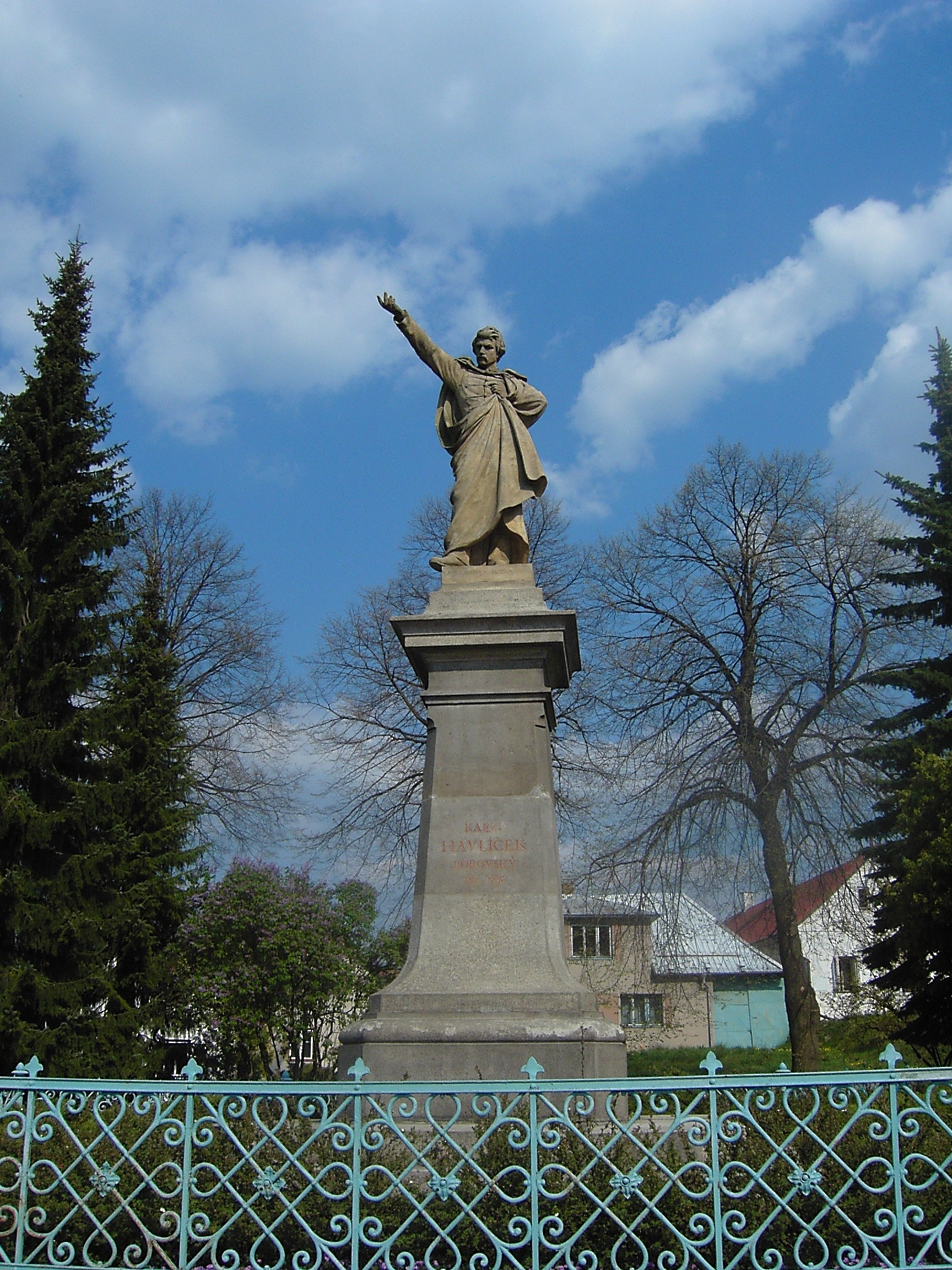
Socha Karla Havlíčka Borovského
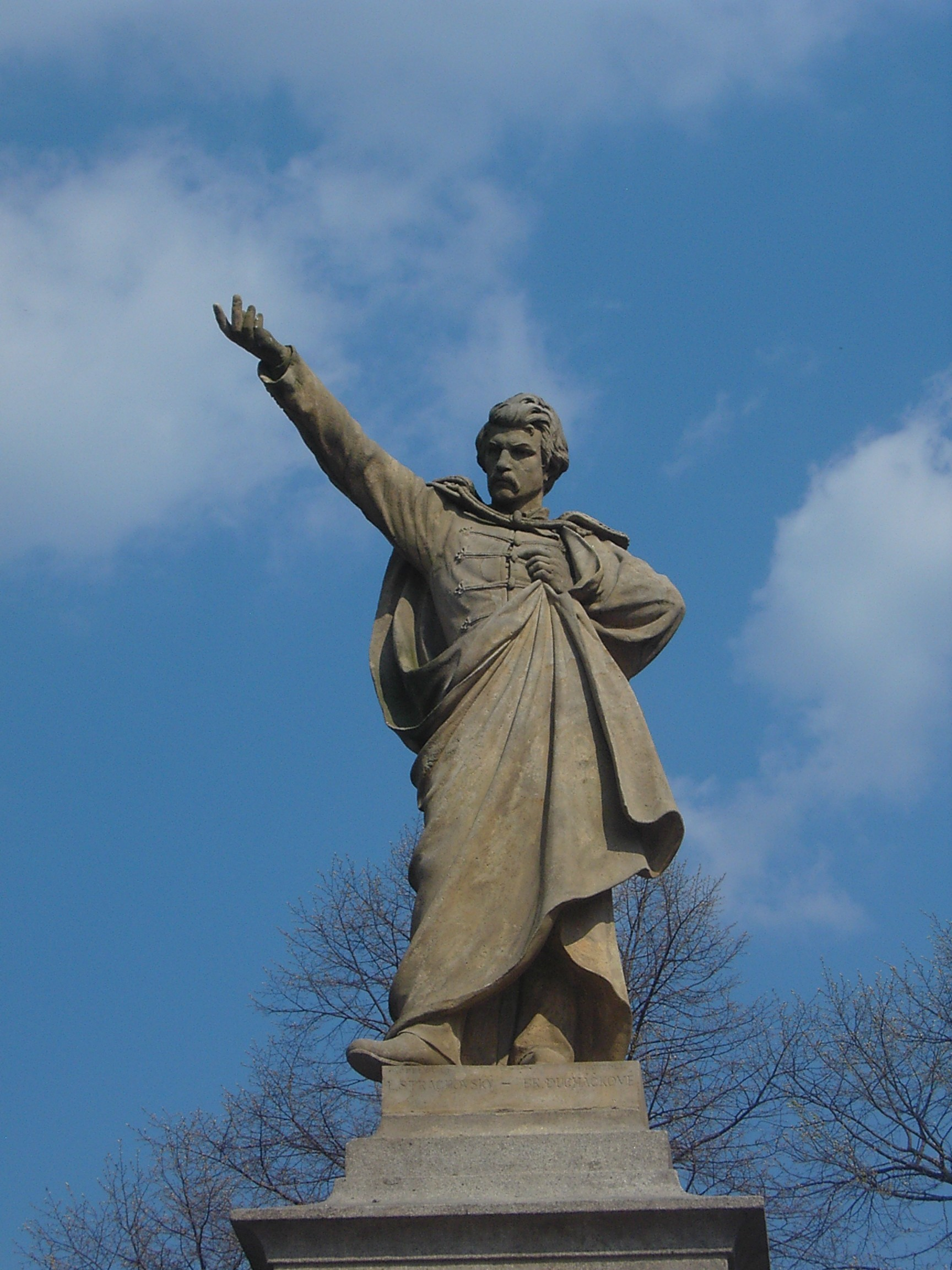
Socha Karla Havlíčka Borovského (detail)
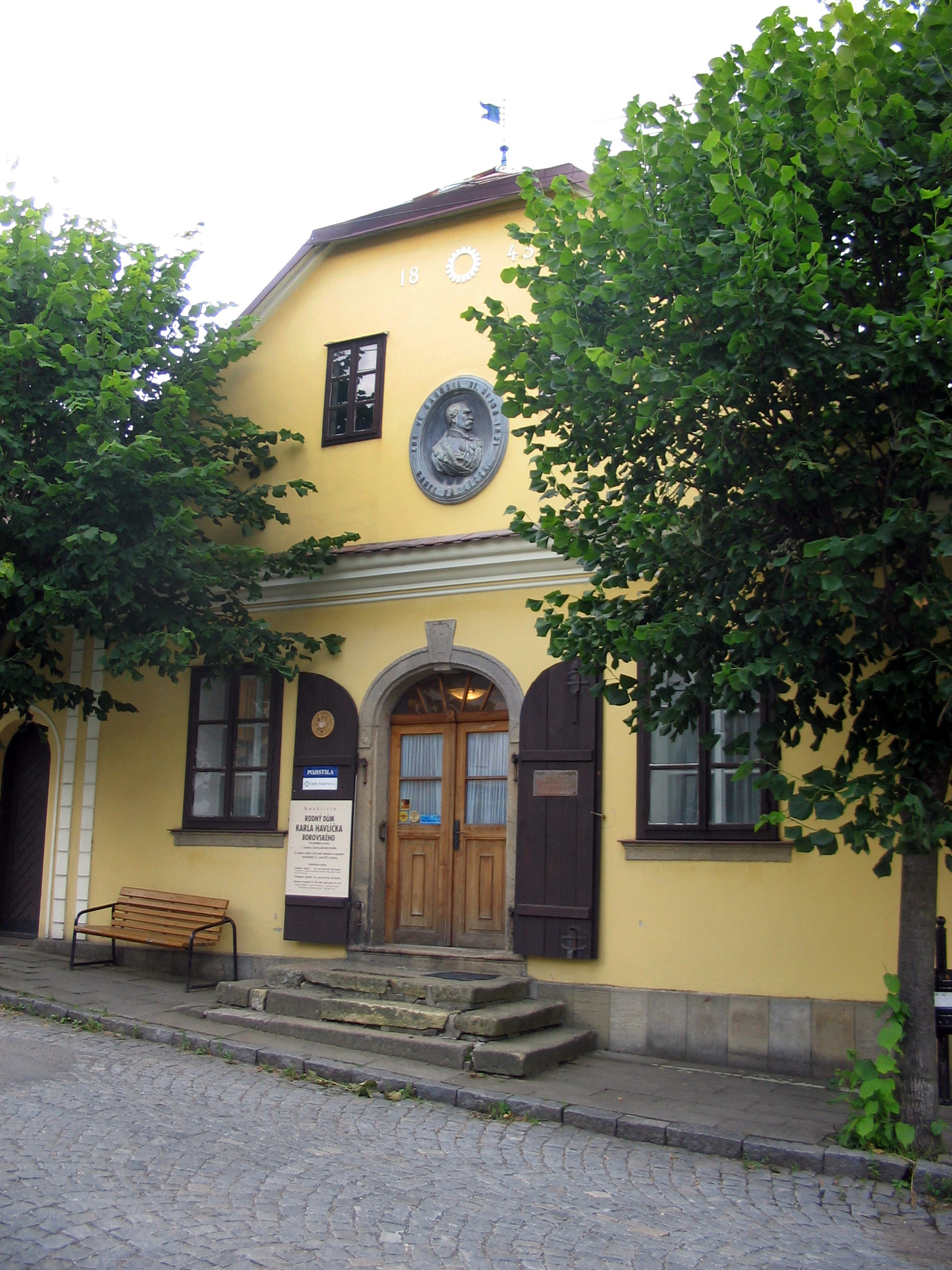
Rodný domek Karla Havlíčka Borovského
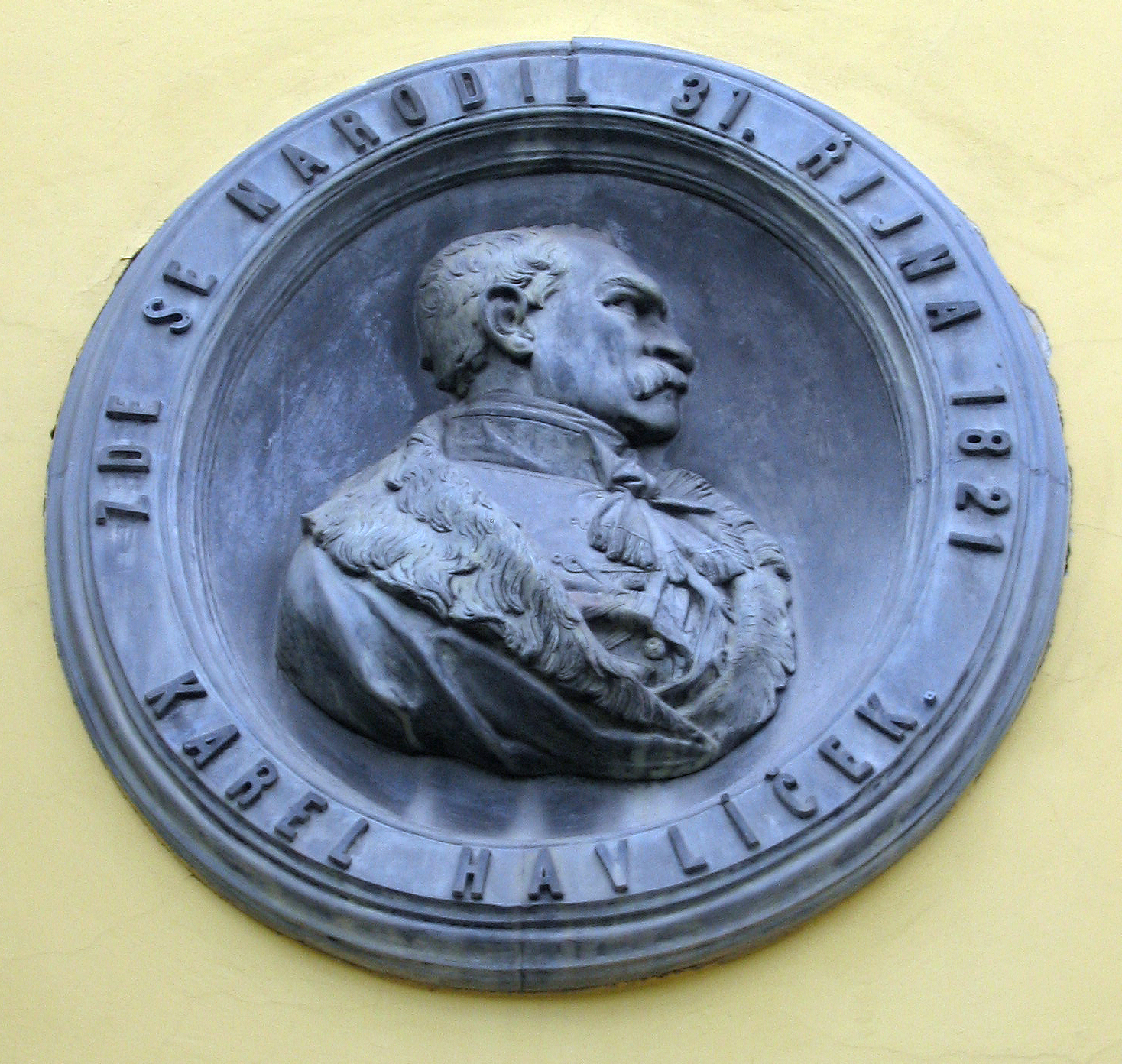
Pamětní deska na rodném domku Karla Havlíčka Borovského